# Jacques Sarr
Pour les articles homonymes, voir Sarr.
Jacques Sarr, né le 11 octobre 1934 à Fadiouth et mort le 18 janvier 2011, est un évêque sénégalais. Il a été ordonné prêtre le 28 mai 1964 puis nommé évêque de Thiès le 17 octobre 1986 et ordonné évêque le 1er mars 1987. 

## Biographie

### Formation
Il rentre à 14 ans au petit séminaire de Ngazobil après sa première communion. Puis il passe 6 ans de 1951 à 1957 à étudier au Cours Sainte-Marie de Hann, à Dakar. Il poursuit ses études au grand séminaire de Sébikotane en suivant les cycles de philosophie et de théologie.  Il est ordonné prêtre à Ngazobil, le 28 mai 1964 par le cardinal Thiandoum.

### Principaux ministères
Il exerce d'abord comme vicaire puis curé intérimaire de Rufisque pendant 19 mois. D'août 1966 à octobre 1967 il étudie à l'école missionnaire d’action catholique et sociale de l’Université de Lille. De retour à Dakar en octobre 1967, il est nommé directeur adjoint de l’Enseignement privé catholique et adjoint au directeur des Œuvres, puis en octobre 1968 directeur diocésain des Œuvres. Il occupe cette fonction jusqu'en octobre 1986 avec une interruption pendant l'année 1971-1972 pour raisons de santé. 

### Évêque
Mgr Jacques Sarr est nommé évêque de Thiès le 17 octobre 1986 et est ordonné par le cardinal Thiandoum assisté de Mgr Théodore-Adrien Sarr, évêque de Kaolack, et Mgr Joseph Ndao, évêque de Kayes au Mali, dans la cathédrale Sainte Anne de Thiès le 1e mars 1987.
Il établit en 1992 un jumelage entre le diocèse de Thiès et le diocèse de Saint-Claude pour signifier les liens étroits qui unissent ces deux diocèses depuis 1886. C'est à ce titre qu'il sera appelé à être un des coconsécrateurs du nouvel évêque de Saint-Claude Mgr Jean Legrez en 2005.